# Carlos Coronel
Carlos Miguel Coronel (Porto Murtinho, Brasil; 29 de diciembre de 1996) es un futbolista brasileño-paraguayo que juega de guardameta y su equipo actual es el New York Red Bulls de la Major League Soccer de los Estados Unidos de América. Es internacional con la selección de fútbol de Paraguay desde 2023.

## Trayectoria

### Inicio
Carlos Coronel, nacido en Porto Murtinho, Brasil, en 1996, cuenta con ascendencia paraguaya a través de su madre. Este futbolista, naturalizado paraguayo, dio sus primeros pasos en el mundo del fútbol con las divisiones juveniles de Red Bull Brasil. Hizo su debut con el primer equipo de Red Bull Brasil en el año 2013 y desempeñó el rol de portero suplente del equipo durante las temporadas 2013 y 2014 en la Copa Paulista, aunque no llegó a disputar ningún partido en esa competición.

### Red Bull Salzburg

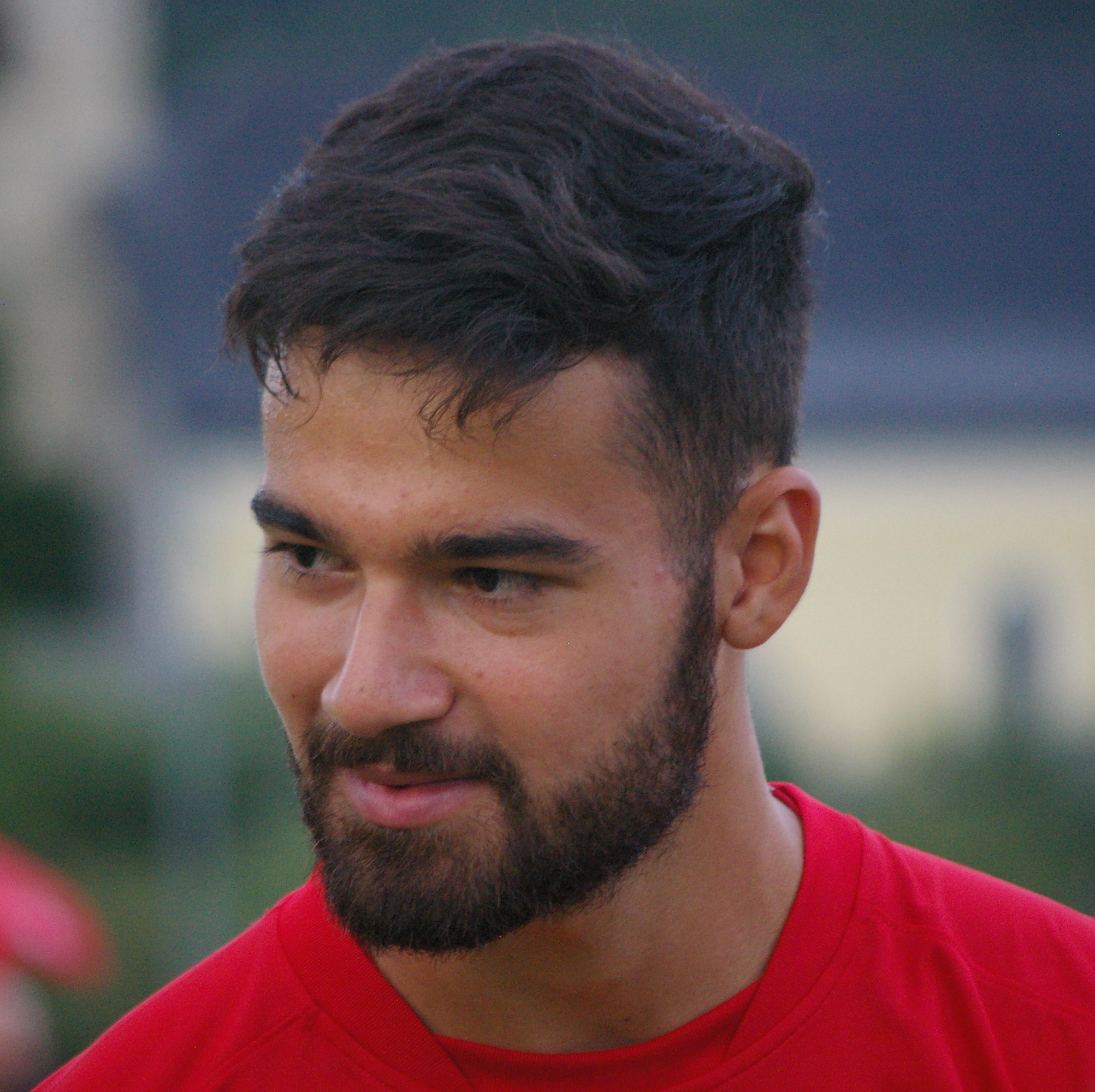
Coronel en junio de 2015.

En el verano de 2015, Carlos Coronel firmó contrato con el club austriaco FC Red Bull Salzburg. Poco después, fue cedido al equipo de reserva del Salzburg, el FC Liefering, que competía en la 2. Liga de Austria. En julio de 2015, realizó su debut con el FC Liefering en un partido contra el SKN St. Pölten, marcando así su inicio en la temporada 2015-16. 
En mayo de 2018, tuvo la oportunidad de debutar con el primer equipo del FC Red Bull Salzburg en la Bundesliga austríaca, enfrentando al FK Austria Wien. Durante la temporada 2017-18, se destacó en el FC Liefering, disputando un total de 32 partidos y ganándose un lugar en el equipo titular.

#### Philadelphia Union (préstamo)
El 24 de enero de 2019, Coronel fue cedido en calidad de préstamo al Philadelphia Union procedente del Red Bull Salzburg. Durante su estadía en Philadelphia, participó en 4 partidos de la liga y adicionalmente disputó 8 encuentros con el equipo afiliado, el Bethlehem Steel FC. Posteriormente, regresó al Salzburg en julio de 2019.

#### Regreso al F.C Salzburg

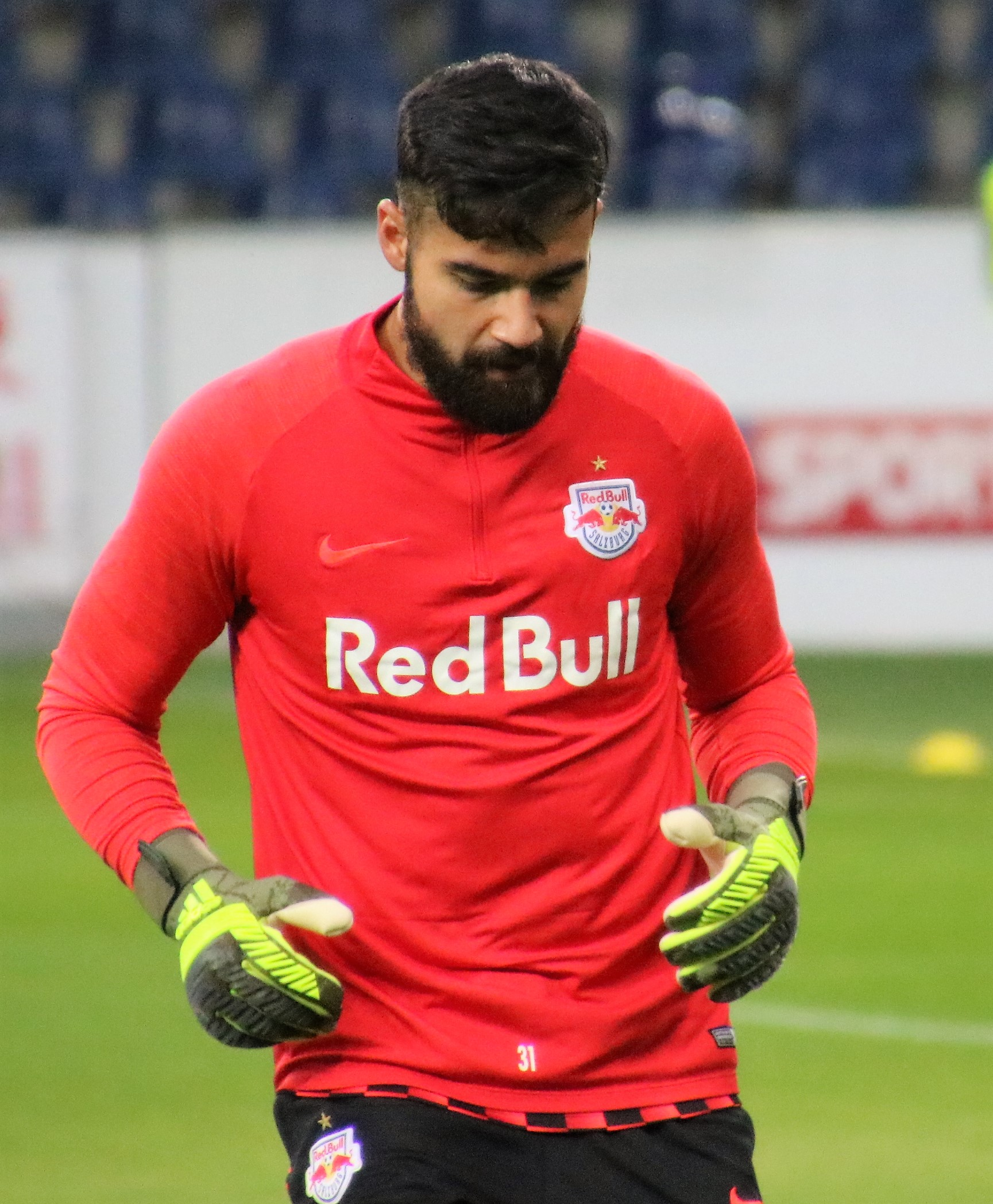
Coronel en 2019

El FC Red Bull Salzburg experimentó una crisis en su portería después de la lesión de Cican Stanković, el portero suplente Alexander Walke también había sufrido una lesión previamente. En este contexto, Carlos Coronel tuvo la oportunidad de hacer su debut en la Liga de Campeones de la UEFA. Reemplazó a Stanković el 23 de octubre de 2019 en un enfrentamiento contra el SSC Napoli, aunque el resultado fue una derrota por 2-3. El 6 de noviembre de 2019, contribuyó al FC Red Bull Salzburg logrando un empate 1-1 frente al SSC Napoli en la Liga de Campeones de la UEFA. Su actuación en este partido fue elogiada, destacando su desempeño en el encuentro.
Al concluir la temporada 2019-20, Carlos Coronel había participado en 5 partidos de la Bundesliga, 1 en la Copa de Austria y 3 en la Liga de Campeones de la UEFA. Esto ocurrió después de que el Salzburg lograra obtener tanto la copa como el título de liga local en esa temporada.

#### New York Red Bulls (préstamo)
El 26 de febrero de 2021, firmó un contrato con el equipo de la Major League Soccer (MLS), el New York Red Bulls, en calidad de préstamo procedente del Red Bull Salzburg. El 17 de abril de ese mismo año, hizo su debut como titular en una derrota por 2-1 frente al Sporting Kansas City. El 1 de mayo de 2021, su equipo obtuvo su primera victoria al vencer al Chicago Fire por 2-0. Concluyó su primera temporada con el New York Red Bulls después de haber participado en 34 partidos de la liga.

#### Paso permanente al New York Red Bulls
El 6 de diciembre de 2021, se anunció que el New York Red Bulls adquirió a Carlos Coronel en calidad de préstamo permanente procedente del Red Bull Salzburg. Firmaron un acuerdo de tres años con el equipo.
El 22 de junio de 2022, Coronel desempeñó un papel clave al llevar al New York Red Bulls a las semifinales de la U. S. Open Cup 2022, al mantener la portería invicta en una victoria por 3-0 sobre su rival local, el New York City FC.

## Selección nacional

### Absoluta
Carlos Coronel obtuvo la documentación que lo habilita para jugar en la selección de fútbol de Paraguay y adquirió la nacionalidad paraguaya en mayo de 2023. Como resultado, el portero ha sido convocado de manera regular al equipo nacional para participar en las Eliminatorias Sudamericanas rumbo a la Copa Mundial de Fútbol de 2026. Su debut tuvo lugar frente a Perú el 7 de septiembre de 2023, correspondiente a la fecha 1 de las Eliminatorias Sudamericanas para la Copa Mundial de 2026. El partido concluyó con un empate 0-0.

### Participaciones en Eliminatorias al Mundial
| Eliminatoria                     | Resultado   | Partidos |
| -------------------------------- | ----------- | -------- |
| Eliminatorias Sudamericanas 2026 | Por definir | 6        |

## Estadísticas

### Clubes
Actualizado de acuerdo al último partido jugado el 12 de julio de 2025.
| Club                                 | Div.          | Temporada     | Liga  | Liga  | Liga  | Copas nacionales | Copas nacionales | Copas nacionales | Torneos internacionales | Torneos internacionales | Torneos internacionales | Total | Total | Total |
| Club                                 | Div.          | Temporada     | Part. | G. R. | V. I. | Part.            | G. R.            | V. I.            | Part.                   | G. R.                   | V. I.                   | Part. | G. R. | V. I. |
| ------------------------------------ | ------------- | ------------- | ----- | ----- | ----- | ---------------- | ---------------- | ---------------- | ----------------------- | ----------------------- | ----------------------- | ----- | ----- | ----- |
| FC Liefering · Austria               | 2.ª           | 2015-16       | 11    | 14    | 1     | —                | —                | —                | —                       | —                       | —                       | 11    | 14    | 1     |
| FC Liefering · Austria               | 2.ª           | 2016-17       | 24    | 27    | 9     | —                | —                | —                | —                       | —                       | —                       | 24    | 27    | 9     |
| FC Liefering · Austria               | 2.ª           | 2017-18       | 32    | 39    | 10    | —                | —                | —                | —                       | —                       | —                       | 32    | 39    | 10    |
| FC Liefering · Austria               | Total club    | Total club    | 67    | 80    | 20    | 0                | 0                | 0                | 0                       | 0                       | 0                       | 67    | 80    | 20    |
| Red Bull Salzburgo · Austria         | 1.ª           | 2017-18       | 1     | 4     | 0     | —                | —                | —                | —                       | —                       | —                       | 1     | 4     | 0     |
| Red Bull Salzburgo · Austria         | 1.ª           | 2019-20       | 5     | 6     | 2     | 1                | 0                | 1                | 3                       | 4                       | 0                       | 9     | 10    | 3     |
| Red Bull Salzburgo · Austria         | 1.ª           | 2020-21       | 1     | 0     | 1     | —                | —                | —                | —                       | —                       | —                       | 1     | 0     | 1     |
| Red Bull Salzburgo · Austria         | Total club    | Total club    | 7     | 10    | 3     | 1                | 0                | 1                | 3                       | 4                       | 0                       | 11    | 14    | 4     |
| Philadelphia Union Estados Unidos    | 1.ª           | 2019          | 4     | 2     | 2     | —                | —                | —                | —                       | —                       | —                       | 4     | 2     | 2     |
| Philadelphia Union Estados Unidos    | Total club    | Total club    | 4     | 2     | 2     | 0                | 0                | 0                | 0                       | 0                       | 0                       | 4     | 2     | 2     |
| Philadelphia Union II Estados Unidos | 2.ª           | 2019          | 8     | 17    | 0     | —                | —                | —                | —                       | —                       | —                       | 8     | 17    | 0     |
| Philadelphia Union II Estados Unidos | Total club    | Total club    | 8     | 17    | 0     | 0                | 0                | 0                | 0                       | 0                       | 0                       | 8     | 17    | 0     |
| New York Red Bulls Estados Unidos    | 1.ª           | 2021          | 35    | 34    | 13    | —                | —                | —                | —                       | —                       | —                       | 35    | 34    | 13    |
| New York Red Bulls Estados Unidos    | 1.ª           | 2022          | 34    | 41    | 8     | 3                | 6                | 1                | —                       | —                       | —                       | 37    | 47    | 9     |
| New York Red Bulls Estados Unidos    | 1.ª           | 2023          | 37    | 45    | 9     | 1                | 0                | 1                | 4                       | 2                       | 2                       | 42    | 47    | 12    |
| New York Red Bulls Estados Unidos    | 1.ª           | 2024          | 32    | 48    | 7     | —                | —                | —                | 1                       | 1                       | 0                       | 33    | 49    | 7     |
| New York Red Bulls Estados Unidos    | 1.ª           | 2025          | 21    | 26    | 7     | —                | —                | —                | —                       | —                       | —                       | 21    | 26    | 7     |
| New York Red Bulls Estados Unidos    | Total club    | Total club    | 159   | 194   | 44    | 4                | 6                | 2                | 5                       | 3                       | 2                       | 168   | 203   | 48    |
| Total carrera                        | Total carrera | Total carrera | 245   | 303   | 69    | 5                | 6                | 3                | 8                       | 7                       | 2                       | 258   | 316   | 74    |
| 1. 2.                                |               |               |       |       |       |                  |                  |                  |                         |                         |                         |       |       |       |

### Selección nacional
Actualizado hasta su último partido disputado el 17 de junio de 2024.
| Selección         | Año             | Amistosos | Amistosos | Amistosos | Eliminatorias | Eliminatorias | Eliminatorias | Continental | Continental | Continental | Mundial | Mundial | Mundial | Total | Total | Total |
| Selección         | Año             | Part.     | G. R.     | V. I.     | Part.         | G. R.         | V. I.         | Part.       | G. R.       | V. I.       | Part.   | G. R.   | V. I.   | Part. | G. R. | V. I. |
| ----------------- | --------------- | --------- | --------- | --------- | ------------- | ------------- | ------------- | ----------- | ----------- | ----------- | ------- | ------- | ------- | ----- | ----- | ----- |
| Absoluta Paraguay | 2023            | —         | —         | —         | 6             | 3             | 3             | —           | —           | —           | —       | —       | —       | 6     | 3     | 3     |
| Absoluta Paraguay | 2024            | 3         | 3         | 2         | —             | —             | —             | —           | —           | —           | —       | —       | —       | 3     | 3     | 2     |
| Total selección   | Total selección | 3         | 3         | 2         | 6             | 3             | 3             | 0           | 0           | 0           | 0       | 0       | 0       | 9     | 6     | 5     |
| 1. 2.             |                 |           |           |           |               |               |               |             |             |             |         |         |         |       |       |       |

## Palmarés
| Título          | Club               | País    | Año     |
| --------------- | ------------------ | ------- | ------- |
| Bundesliga      | Red Bull Salzburgo | Austria | 2017-18 |
| Copa de Austria | Red Bull Salzburgo | Austria | 2018-19 |
| Bundesliga      | Red Bull Salzburgo | Austria | 2019-20 |
| Copa de Austria | Red Bull Salzburgo | Austria | 2019-20 |
| Bundesliga      | Red Bull Salzburgo | Austria | 2020-21 |